# АЕС Байлун
Атомна електростанція Байлун (спрощ.: 广西白龙核电项目; кит. трад.: 廣西白龍核電項目; піньїнь: Guǎngxī bái lóng hédiàn xiàngmù) це атомна електростанція, запропонована у Фанченган, поблизу села Байлун (白龙村), автономного регіону Гуансі (Гуансі-Чжуанський автономний район) у Китаї. Всього на майданчику в Байлун планується побудувати шість реакторів. Блоки 1 і 2 – обидва CAP1000, блоки 3–6 планується на базі реакторів CAP1400.
Станція розташована приблизно за 24 кілометри від кордону з В'єтнамом, приблизно за 30 км (19 миль) від АЕС Фанченган.
Церемонія підписання договору про будівництво першої черги відбулася в Нанніні в липні 2006 року, а будівництво розпочнеться у 2008 році.
В останньому звіті зазначено, що будівництво реактора 1 розпочнеться 30.12.21, а будівництво реактора 2 почнеться через 10 місяців. Реактор 1 планується ввести в експлуатацію до серпня 2026 року, а реактор 2 – до червня 2027 року. Загальна вартість проєкту становитиме 390 мільярдів юанів, або близько 61,1 мільярда доларів США за поточним обмінним курсом (жовтень 2021 року).

## Інформація про реактори
| Блок     | Тип      | Початок будівництва | Початок експлуатації | Зауваження |
| -------- | -------- | ------------------- | -------------------- | ---------- |
| Черга I  |          |                     |                      |            |
| Байлун 1 | CAP-1000 | 25 листопада 2024   |                      |            |
| Байлун 2 | CAP-1000 | невідомо            |                      |            |
| Черга II |          |                     |                      |            |
| Байлун 3 | CAP-1400 |                     |                      |            |
| Байлун 4 | CAP-1400 |                     |                      |            |
| Байлун 5 | CAP-1400 |                     |                      |            |
| Байлун 6 | CAP-1400 |                     |                      |            |